# Primera División Femenina de España 2021-2022
La Primera División Femenina de España 2021-2022, nota anche come Primera Iberdrola 2021-2022 per motivi di sponsorizzazione, è stata la 34ª edizione della massima serie del campionato spagnolo. Il campionato è iniziato il 4 settembre 2021 e si è concluso il 15 maggio 2022. Il torneo è stato vinto dal Barcellona per la settima volta, la terza consecutiva, con sei giornate d'anticipo, vincendo il campionato a punteggio pieno.
A partire da questa stagione, alla Primera División è stato riconosciuto lo status professionistico dalla commissione direttiva del Consejo Superior de Deportes (CSD), in accordo con la federazione calcistica (RFEF).

## Stagione

### Novità
Dopo una sola stagione, il numero di squadre partecipanti è tornato ad essere pari a 16. Dalla Primera División 2020-2021 vennero retrocessi il Deportivo La Coruña, l'Espanyol, il Logroño e il Santa Teresa, mentre dalla Segunda División sono stati promossi l'Alavés e il Villarreal, vincitori, rispettivamente, del girone nord e del girone sud.

### Formula
Le 16 squadre si affrontano in un girone all'italiana con partite di andata e ritorno, per un totale di 30 giornate. La squadra prima classificata è campione di Spagna, mentre le ultime due classificate retrocedono in Segunda División. Le prime tre classificate sono ammesse alla UEFA Women's Champions League per la stagione 2022-2023.

## Squadre partecipanti
| Club                | Città               | Stadio                                         | Stagione precedente                          |
| ------------------- | ------------------- | ---------------------------------------------- | -------------------------------------------- |
| Alavés              | Vitoria             | Centro sportivo José Luis Compañón             | 1º posto nel girone nord in Segunda División |
| Athletic Bilbao     | Bilbao              | Impianti di Lezama                             | 11º posto in Primera División                |
| Atlético Madrid     | Madrid              | Centro sportivo Wanda Alcalá de Henares        | 4º posto in Primera División                 |
| Barcellona          | Barcellona          | Stadio Johan Cruijff                           | 1º posto in Primera División                 |
| Betis               | Siviglia            | Centro sportivo Luis del Sol                   | 12º posto in Primera División                |
| Eibar               | Eibar               | Complesso sportivo Unbe                        | 14º posto in Primera División                |
| Granadilla Tenerife | Granadilla de Abona | Stadio municipale La Palmera                   | 6º posto in Primera División                 |
| Huelva              | Huelva              | Stadio Nuevo Colombino                         | 10º posto in Primera División                |
| Levante             | Valencia            | Centro sportivo di Buñol                       | 3º posto in Primera División                 |
| Madrid CFF          | Madrid              | Stadio Matapiñonera                            | 7º posto in Primera División                 |
| Rayo Vallecano      | Madrid              | Centro sportivo del Rayo Vallecano             | 13º posto in Primera División                |
| Real Madrid         | Madrid              | Stadio Alfredo Di Stéfano                      | 2º posto in Primera División                 |
| Real Sociedad       | San Sebastián       | Impianti di Zubieta                            | 5º posto in Primera División                 |
| Siviglia            | Siviglia            | Stadio Jesús Navas                             | 8º posto in Primera División                 |
| Valencia            | Valencia            | Centro sportivo di Paterna                     | 9º posto in Primera División                 |
| Villarreal          | Vila-real           | Ciudad Deportiva del Villarreal Club de Fútbol | 1º posto nel girone sud in Segunda División  |

## Classifica finale
|  | Pos. | Squadra             | Pt | G  | V  | N  | P  | GF  | GS | DR   |
|  | ---- | ------------------- | -- | -- | -- | -- | -- | --- | -- | ---- |
|  | 1.   | Barcellona          | 90 | 30 | 30 | 0  | 0  | 159 | 11 | +148 |
|  | 2.   | Real Sociedad       | 66 | 30 | 21 | 3  | 6  | 67  | 38 | +29  |
|  | 3.   | Real Madrid         | 60 | 30 | 19 | 3  | 8  | 41  | 31 | +10  |
|  | 4.   | Atlético Madrid     | 59 | 30 | 17 | 8  | 5  | 71  | 28 | +43  |
|  | 5.   | Granadilla Tenerife | 54 | 30 | 16 | 6  | 8  | 42  | 44 | -2   |
|  | 6.   | Levante             | 50 | 30 | 15 | 5  | 10 | 52  | 39 | +13  |
|  | 7.   | Athletic Bilbao     | 47 | 30 | 14 | 5  | 11 | 45  | 47 | -2   |
|  | 8.   | Siviglia            | 38 | 30 | 10 | 8  | 12 | 37  | 52 | -15  |
|  | 9.   | Betis               | 31 | 30 | 7  | 10 | 13 | 31  | 52 | -21  |
|  | 10.  | Huelva              | 31 | 30 | 6  | 13 | 11 | 28  | 44 | -16  |
|  | 11.  | Alavés              | 30 | 30 | 8  | 6  | 16 | 30  | 63 | -33  |
|  | 12.  | Villarreal          | 29 | 30 | 8  | 5  | 17 | 29  | 63 | -34  |
|  | 13.  | Madrid CFF          | 27 | 30 | 8  | 3  | 19 | 42  | 64 | -22  |
|  | 14.  | Valencia            | 27 | 30 | 7  | 6  | 17 | 27  | 56 | -29  |
|  | 15.  | Eibar               | 23 | 30 | 7  | 2  | 21 | 35  | 63 | -28  |
|  | 16.  | Rayo Vallecano      | 14 | 30 | 3  | 5  | 22 | 27  | 68 | -41  |

Legenda:
      Campione di Spagna, ammessa alla UEFA Women's Champions League 2022-2023.
      Ammessa alla UEFA Women's Champions League 2022-2023.
      Retrocesse in Segunda División 2022-2023.
Regolamento:
Tre punti a vittoria, uno a pareggio, zero a sconfitta.

## Risultati

### Tabellone
|                 | Ala  | Ath  | Atl  | Bar  | Bet  | Eib  | GTe  | Hue  | Lev  | Mad  | Ray  | ReM  | ReS  | Siv  | Val  | Vil  |
| --------------- | ---- | ---- | ---- | ---- | ---- | ---- | ---- | ---- | ---- | ---- | ---- | ---- | ---- | ---- | ---- | ---- |
| Alavés          | –––– | 1-3  | 1-1  | 0-6  | 2-1  | 1-0  | 1-1  | 0-0  | 1-1  | 2-1  | 3-1  | 0-1  | 0-4  | 1-1  | 3-1  | 2-0  |
| Athletic Bilbao | 4-1  | –––– | 2-1  | 0-3  | 1-1  | 3-1  | 2-1  | 2-2  | 2-3  | 2-1  | 2-1  | 2-0  | 0-1  | 1-4  | 2-2  | 2-1  |
| Atlético Madrid | 3-2  | 3-0  | –––– | 0-3  | 6-1  | 3-1  | 4-1  | 3-2  | 2-1  | 3-2  | 5-0  | 0-2  | 0-1  | 5-0  | 3-0  | 3-0  |
| Barcellona      | 9-1  | 4-0  | 2-1  | –––– | 4-0  | 7-0  | 5-0  | 5-0  | 4-0  | 7-0  | 4-0  | 5-0  | 8-1  | 5-1  | 8-0  | 6-1  |
| Betis           | 4-1  | 4-2  | 1-1  | 0-5  | –––– | 2-0  | 2-2  | 0-0  | 1-0  | 4-5  | 1-3  | 1-4  | 0-3  | 0-0  | 0-0  | 0-1  |
| Eibar           | 2-0  | 1-2  | 0-3  | 0-3  | 1-2  | –––– | 0-2  | 1-2  | 1-2  | 2-1  | 4-0  | 0-2  | 2-3  | 3-2  | 5-1  | 1-1  |
| G. Tenerife     | 1-0  | 2-0  | 1-1  | 0-7  | 0-0  | 3-2  | –––– | 1-0  | 2-0  | 1-2  | 3-2  | 1-1  | 1-1  | 1-0  | 2-1  | 3-1  |
| Huelva          | 2-1  | 2-0  | 0-3  | 0-5  | 0-1  | 1-1  | 0-3  | –––– | 1-1  | 2-0  | 1-1  | 3-1  | 1-2  | 0-0  | 2-0  | 0-0  |
| Levante         | 3-0  | 2-3  | 0-5  | 1-4  | 1-1  | 5-0  | 4-1  | 0-0  | –––– | 4-0  | 4-2  | 4-0  | 1-0  | 3-0  | 1-0  | 1-2  |
| Madrid          | 0-1  | 0-2  | 2-2  | 1-2  | 2-2  | 1-3  | 0-1  | 2-1  | 1-3  | –––– | 4-2  | 1-3  | 1-2  | 1-2  | 1-0  | 2-4  |
| Rayo Vallecano  | 1-2  | 0-2  | 0-0  | 1-6  | 0-2  | 0-1  | 1-2  | 0-0  | 3-4  | 3-2  | –––– | 0-1  | 1-3  | 1-0  | 1-1  | 2-2  |
| Real Madrid     | 1-2  | 2-0  | 0-2  | 1-3  | 1-0  | 2-1  | 2-0  | 3-0  | 1-0  | 1-0  | 1-0  | –––– | 0-1  | 3-1  | 2-1  | 1-0  |
| Real Sociedad   | 6-1  | 1-0  | 2-2  | 1-9  | 4-0  | 2-1  | 3-0  | 2-2  | 0-1  | 0-1  | 4-0  | 1-3  | –––– | 2-0  | 4-1  | 4-0  |
| Siviglia        | 1-0  | 0-0  | 0-0  | 1-10 | 0-0  | 4-1  | 1-2  | 3-1  | 0-0  | 2-2  | 2-1  | 3-0  | 1-2  | –––– | 3-1  | 0-3  |
| Valencia        | 1-0  | 1-3  | 1-1  | 0-2  | 1-0  | 2-0  | 1-2  | 2-2  | 2-0  | 1-3  | 1-0  | 0-0  | 0-3  | 1-2  | –––– | 2-1  |
| Villarreal      | 3-1  | 1-1  | 0-5  | 0-8  | 2-0  | 1-0  | 0-2  | 1-1  | 0-2  | 0-3  | 1-0  | 0-2  | 1-4  | 2-3  | 0-2  | –––– |

## Statistiche

### Classifica marcatrici
| Gol |  |  | Giocatore              | Squadra         |
| --- |  |  | ---------------------- | --------------- |
| 20  |  |  | Asisat Oshoala         | Barcellona      |
| 20  |  |  | Geyse Ferreira         | Madrid          |
| 18  |  |  | Alexia Putellas        | Barcellona      |
| 17  |  |  | Amaiur Sarriegi        | Real Sociedad   |
| 16  |  |  | Lieke Martens          | Barcellona      |
| 16  |  |  | Nerea Eizagirre        | Real Sociedad   |
| 16  |  |  | Jennifer Hermoso       | Barcellona      |
| 14  |  |  | Claudia Pina           | Barcellona      |
| 14  |  |  | Esther González        | Real Madrid     |
| 13  |  |  | Cristina Martín-Prieto | G. Tenerife     |
| 13  |  |  | Aitana Bonmatí         | Barcellona      |
| 12  |  |  | Lucía García           | Athletic Bilbao |
| 12  |  |  | Alba Redondo           | Levante         |
| 11  |  |  | María José Pérez       | G. Tenerife     |
| 10  |  |  | Deyna Castellanos      | Atlético Madrid |
| 10  |  |  | Rasheedat Ajibade      | Atlético Madrid |
| 10  |  |  | Ane Azkona             | Athletic Bilbao |
| 10  |  |  | Sanni Franssi          | Real Sociedad   |
| 10  |  |  | Ana Marcos             | Huelva          |